# Araxes (península Ibèrica)
El riu Araxes és un riu curt del nord d'Espanya, un afluent de l'Oria. Neix a Navarra i desemboca a l'Oria a Tolosa, a la província de Guipúscoa.
El riu Araxes al seu pas per Guipúscoa ha format una vall entre vessants de forts pendents, on predominen els faigs en boscos d'arbres variats. L'economia de la zona s'ha basat tradicionalment en el riu, que donava energia a les indústries i constituïa una vía de comunicació entre Navarra i el País Basc.
En el seu recorregut, a més de predominar-hi els faigs, s'hi troben espècies d'animals com el blauet, la merla d'aigua i el visó europeu, en perill d'extinció.

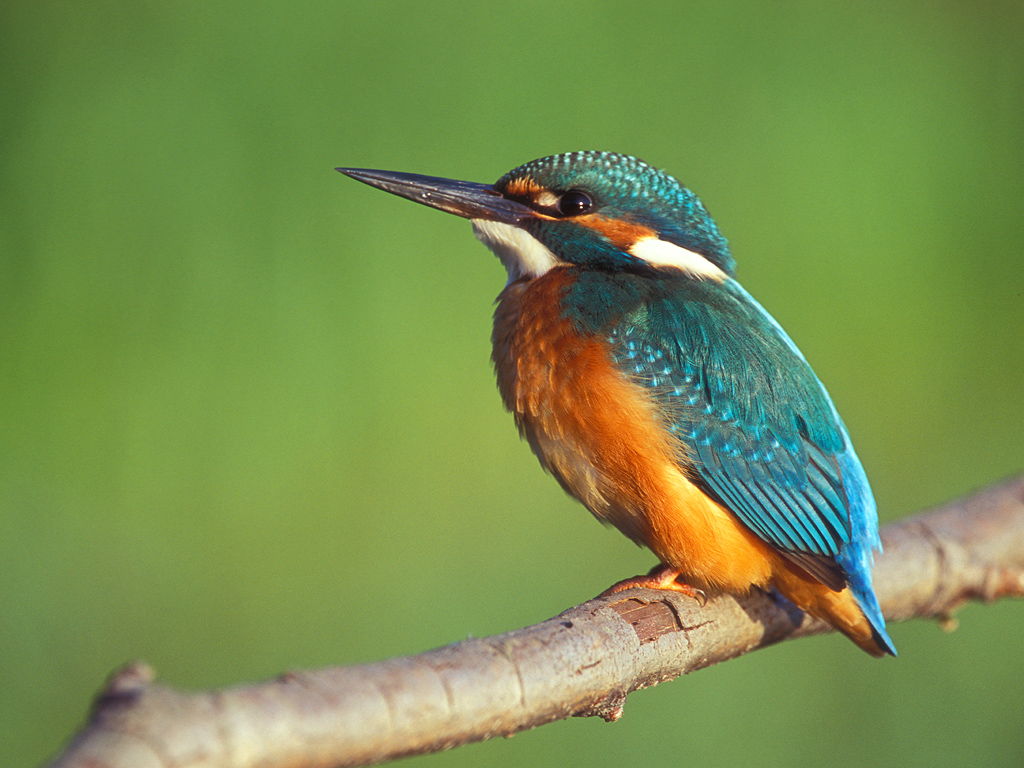
Blauet
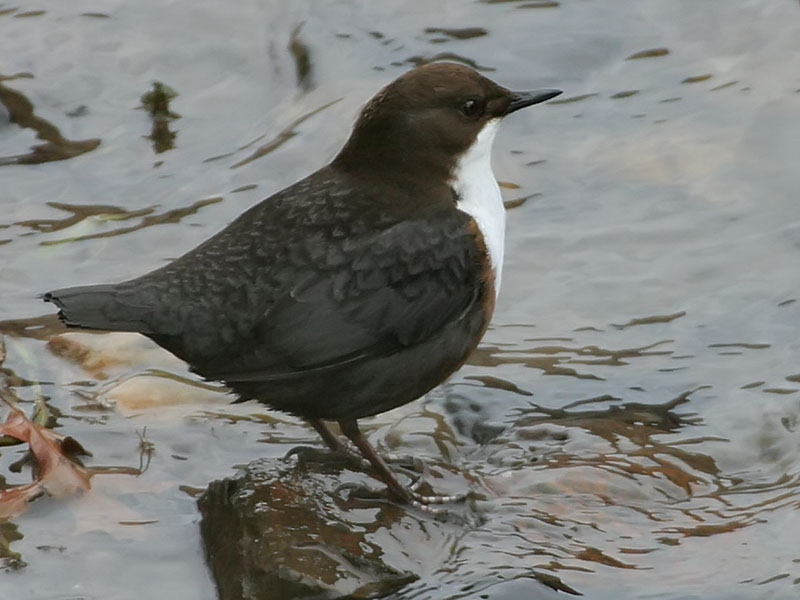
Merla d'aigua
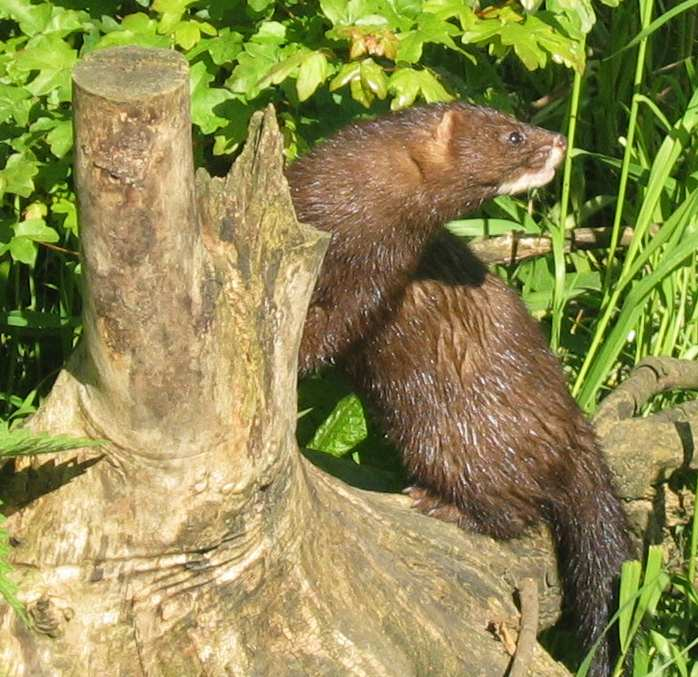
Visó europeu

L'Araxes neix a les muntanyes d'Usteluz i Aspiroz, a la vall de Larráun, (Navarra). A Navarra travessa els següents nuclis de població: els pobles d'Aspiroz i Lezaeta que integren el concejo d'Aspíroz-Lezaeta a la vall de Larráun, la villa de Betelu i els pobles d'Arriba i Atallo que integren el concejo d'Arriba-Atallo a la vall d'Araiz. Una vegada ha entrat a Guipúscoa, l'Araxes travessa el municipi Lizarza, el barri de Charama de Leaburu i els barris d'Usabal i Amaroz de Tolosa, on s'uneix al riu Oria. La carretera N-130 segueix tot el recorregut del riu Araxes, pràcticament des del seu naixement fins a la seva desembocadura.

## Pesca
Aquest riu és important per la pràctica de la pesca per labundància de salmó, si bé la seva pesca està prohibida des del naixement fins al seu pas per Betelu.